# Powiat Saalfeld-Rudolstadt
Powiat Saalfeld-Rudolstadt (niem. Landkreis Saalfeld-Rudolstadt) – powiat w niemieckim kraju związkowym Turyngia. Siedzibą powiatu jest miasto Saalfeld/Saale.

## Podział administracyjny
W skład powiatu Saalfeld-Rudolstadt wchodzi:
- sześć miast (Stadt)
- osiem gmin (Gemeinde)
- dwie wspólnoty administracyjne (Verwaltungsgemeinschaft)

Miasta:
| Lp. | Nazwa miasta    | Ludność (31 grudnia 2018) | Powierzchnia km² |
| --- | --------------- | ------------------------- | ---------------- |
| 1   | Bad Blankenburg | 6.407                     | 35,56            |
| 2   | Königsee        | 7.448                     | 103,09           |
| 3   | Lehesten        | 1.691                     | 35,96            |
| 4   | Leutenberg      | 2.084                     | 57,17            |
| 5   | Rudolstadt      | 25.115                    | 135,17           |
| 6   | Saalfeld/Saale  | 29.457                    | 145,56           |

Gminy:
| Lp. | Nazwa gminy         | Ludność (31.12.2009) | Powierzchnia km² |
| --- | ------------------- | -------------------- | ---------------- |
| 1   | Allendorf           | 341                  | 8,78             |
| 2   | Altenbeuthen        | 219                  | 7,87             |
| 3   | Bechstedt           | 146                  | 3,48             |
| 4   | Drognitz            | 616                  | 24,00            |
| 5   | Hohenwarte          | 190                  | 6,28             |
| 6   | Kaulsdorf           | 2.446                | 21,73            |
| 7   | Uhlstädt-Kirchhasel | 5.807                | 122,27           |
| 8   | Unterwellenborn     | 8.513                | 63,05            |

Wspólnoty administracyjne:
| Lp. | Nazwa wspólnoty administracyjnej | Ludność (31 grudnia 2018) | Powierzchnia km² | Liczba gmin |
| --- | -------------------------------- | ------------------------- | ---------------- | ----------- |
| 1   | Schiefergebirge                  | 6.524                     | 146,67           | 3           |
| 2   | Schwarzatal                      | 8.829                     | 128,14           | 10          |

## Współpraca
- powiat Trier-Saarburg, Nadrenia-Palatynat

## Zmiany administracyjne
- 31 grudnia 2012
  - połączenie miasta Königsee z gminą Rottenbach w miasto Königsee-Rottenbach
- 31 grudnia 2013
  - przyłączenie miasta Gräfenthal do wspólnoty administracyjnej Schiefergebirge
- 6 lipca 2018
  - przyłączenie gmin Saalfelder Höhe oraz Wittgendorf do miasta Saalfeld/Saale
  - przyłączenie gminy Kamsdorf do gminy Unterwellenborn
- 1 stycznia 2019
  - rozwiązanie wspólnoty administracyjnej Mittleres Schwarzatal
  - rozwiązanie wspólnoty administracyjnej Bergbahnregion/Schwarzatal
  - utworzenie wspólnoty administracyjnej Schwarzatal
  - utworzenie miasta Schwarzatal
  - przyłączenia miasta Remda-Teichel do miasta Rudolstadt
  - zmiana nazwy miasta Königsee-Rottenbach na Königsee
  - rozwiązanie wspólnoty administracyjnej Lichtetal am Rennsteig